# Jean Sérafin
Jean Sérafin (Auzat, 1941. június 24. –) francia labdarúgóhátvéd, edző.

## Pályafutása

### Játékosként
1961 és 1971 között az US Valenciennes, 1971 és 1973 között az USL Dunkerque labdarúgója volt.

### Edzőként
1973–74-ben és 1976–1979 között a Le Touquet AC vezetőedzője volt. 1981–82-ben az RC Lens, 1982–1987 között az OGC Nice, 1987–88-ban a Nîmes Olympique, 1988–1992 között a Tours FC szakmai munkáját irányította. 1992–1994 között a szaúdi Al-Wahda, 1995–1997 között a tunéziai Club Africain, 1997–98-ban a Red Star, 2000–01-ben a kínai Vuhan, 2002–2004 között az RC Grasse vezetőedzőjeként dolgozott.